# 1 Rue Lambermont
1, Rue Lambermont è un edificio neoclassico di Bruxelles che ospita la residenza privata del primo ministro del Belgio e della sua famiglia. Il palazzo viene comunemente chiamato Lambermont per la sua posizione all'angolo della strada che porta il nome del barone Auguste Lambermont  (1819-1905), segretario del Ministero degli Affari Esteri, che ha giocato un ruolo importante nella creazione dello Stato libero del Congo nel 1885.
La residenza privata del capo del governo non deve essere confusa con la sede del suo ufficio. La sede ufficiale del governo belga si trova al civico 16, Rue de la Loi.

## Storia
L'edificio fa parte della serie di palazzi neoclassici che si affacciano sul lato est del parco di Bruxelles ideata dall'architetto francese Barnabé Guimard. Fu costruito fra il 1778 ed il 1779 sotto la direzione di Philippe Carmon per Pierre-Julien Pruvost, ciambellano di Carlo Alessandro di Lorena, governatore generale della Paesi Bassi austriaci.
Il palazzo venne poi acquistato dal marchese di Trazegnies nel 1805 per essere successivamente rivenduto allo Stato belga nel 1860. Nel tempo ospitò vari ministeri prima di diventare la residenza privata del Primo Ministro del Belgio nel 1945.

## Struttura

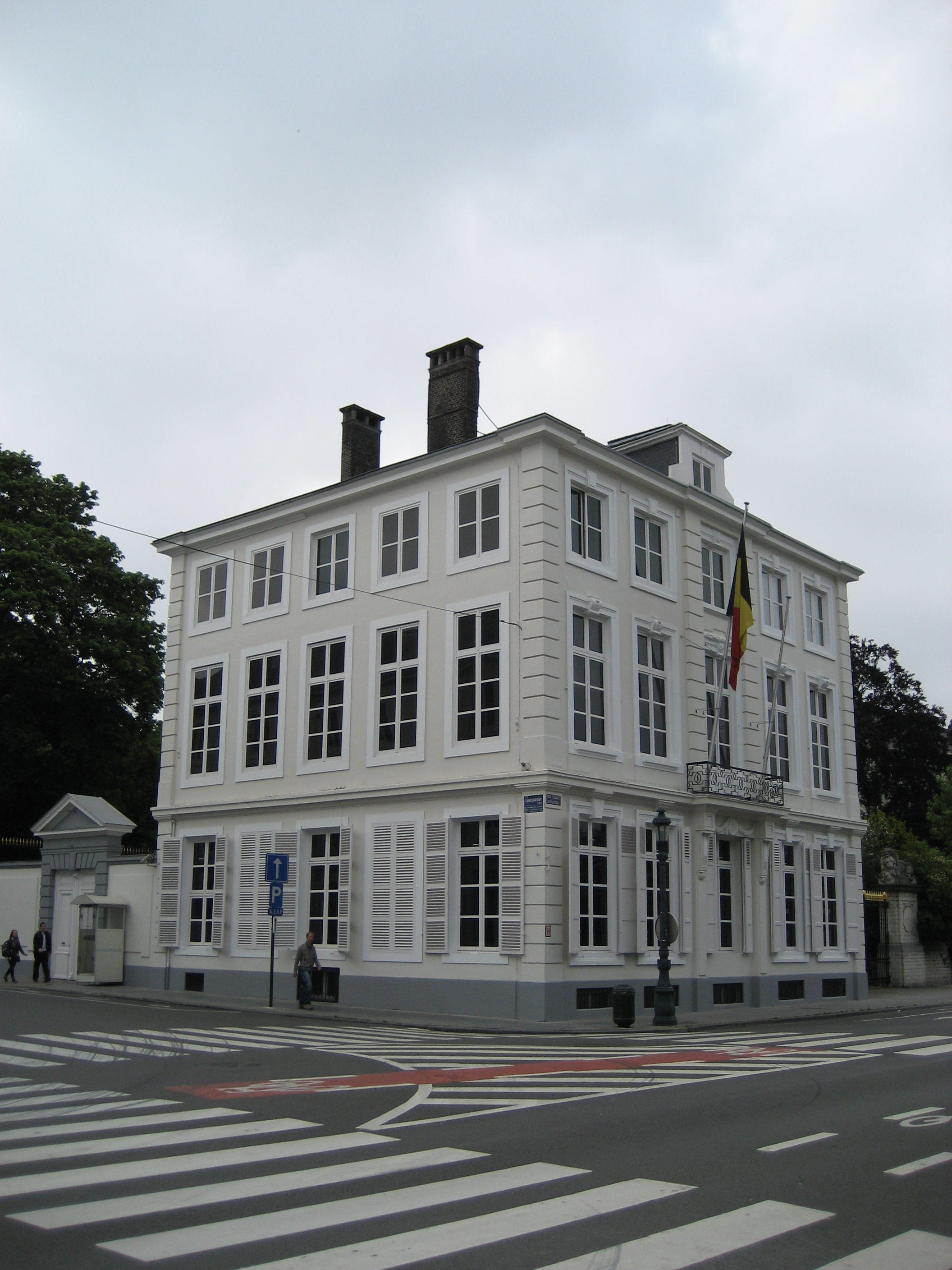
a sinistra la facciata che dà sulla Rue Lambermont con l'entrata ufficiale e ad destra la facciata sulla Rue Ducale con il balcone.

Il palazzo presenta facciate rivestite e dipinte di bianco, come la maggior parte degli edifici neo-classici del quartiere.
L'edificio, a pianta quadrata, ha facciate di tre livelli di cinque campate ognuno con un grosso cordone di pietra che separa il piano terra dal primo e dal secondo piano.

### Facciata sulla Rue Lambermont
Gli ornamenti della facciata che si apre sulla Rue Lambermont, molto austera, presentano delle paraste laterali a bugnato liscio. Le sue finestre hanno un semplice telaio leggermente rettangolare senza una chiave o una decorazione. a sinistra di questa facciata vi è il portone d'accesso sovrastato da un timpano triangolare.

### Facciata sulla Rue Ducale

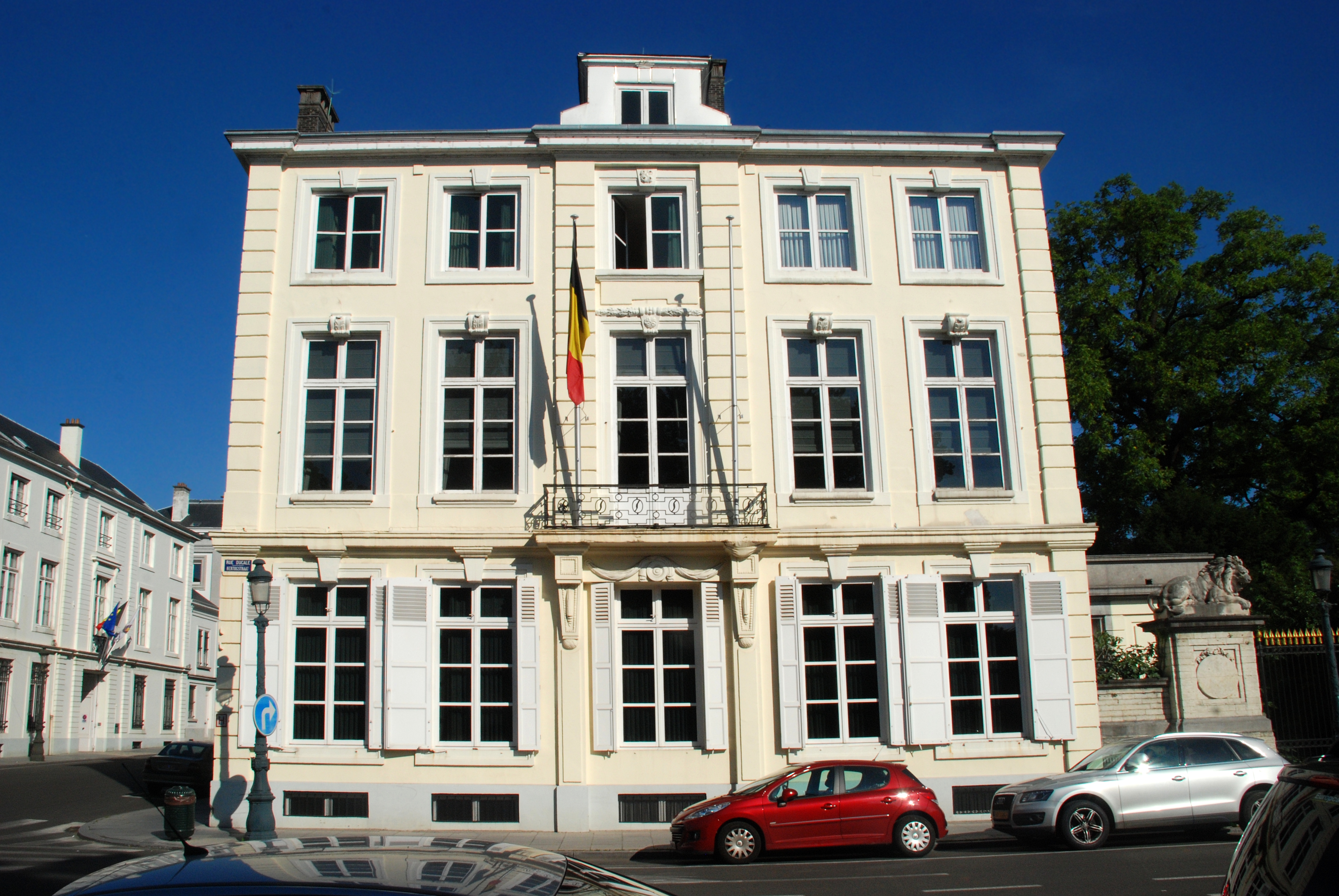
Facciata che dà sulla Rue Ducale

La facciata sulla Rue Ducale è molto più ornata della precedente anche se non presenta nessuna entrata. La sua campata centrale, delimitata da paraste, è decorata da un ampio balcone, dove è esposta la bandiera nazionale.

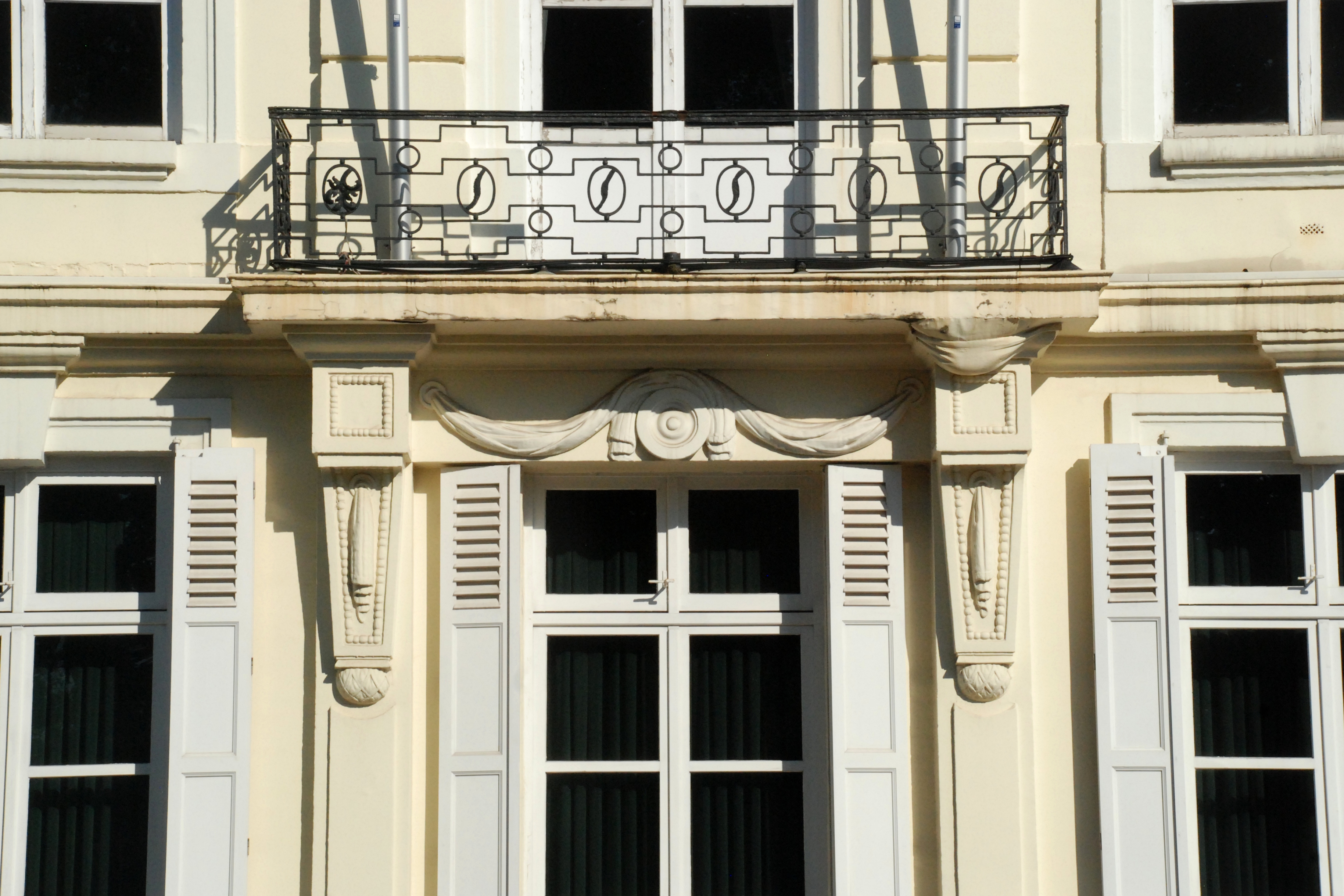
Particolare della facciata che dà sulla Rue Ducale; il balcone

Questa facciata presenta davvero una vasta gamma di chiavi di volta che decorano gli architravi: a differenza delle chiavi della campata centrale, dove il primo registro ne presenta una a scudo tondo sovrastato da drappi, il secondo registro una rosetta con fronde di arbusto e il terzo una rosetta singola, l'intero primo registro è caratterizzato da chiavi geometriche trapezoidali semplici, il secondo registro da chiavi adornate da foglie di acanto e il terzo registro da chiavi geometriche trapezoidali rialzate centralmente.
La facciata si conclude con una cornice particolarmente aggettante sormontata da un lucernario.

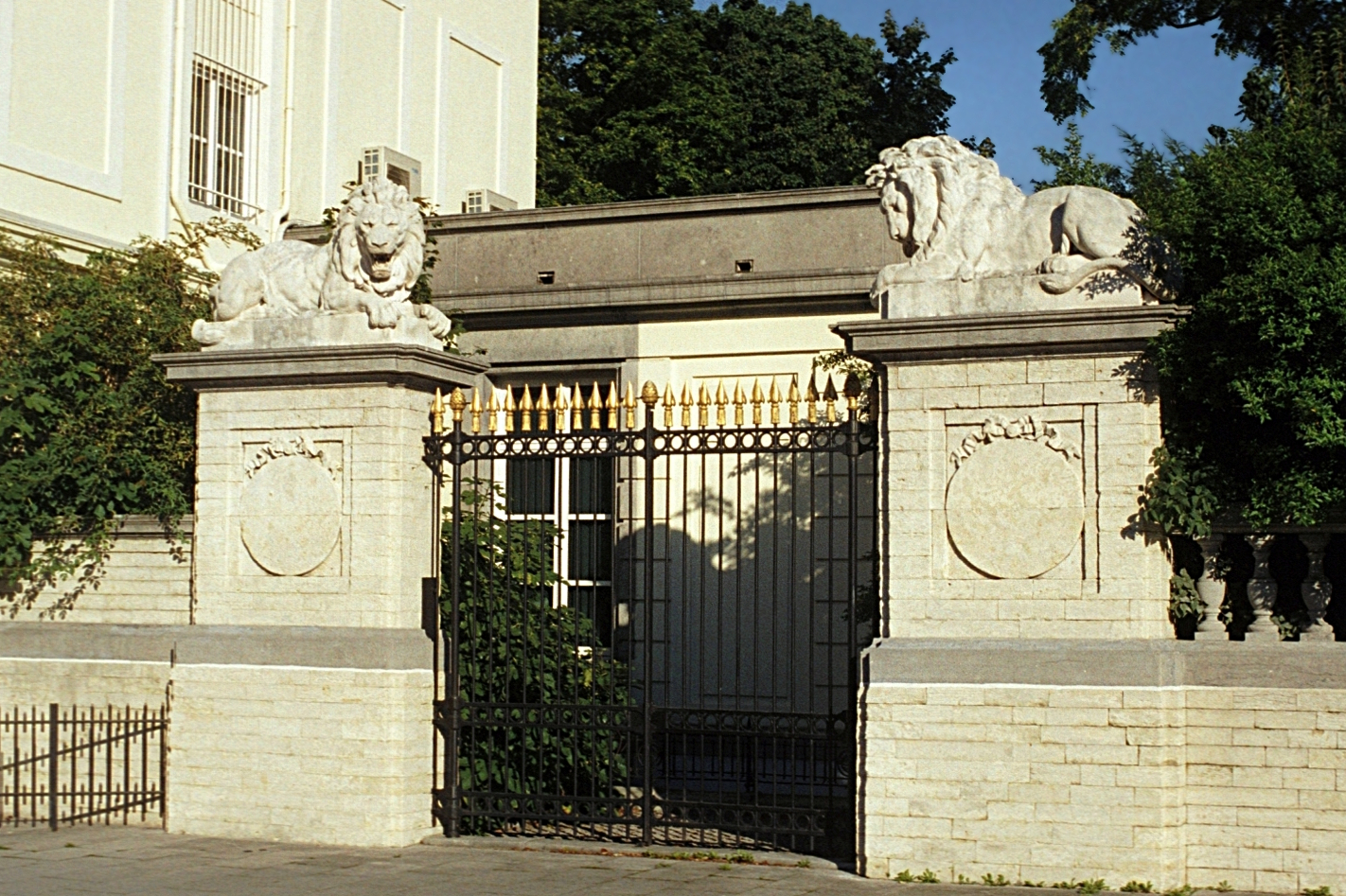
Cancello di ingresso all'ala sud del palazzo

### Ala sud
Nel sud, l'edificio è stato ampliato da una piccola ala su un unico livello, di fronte al Palazzo delle Accademie.
L'ala sud è preceduta da un cancello in ferro battuto adornato da due leoni di pietra sdraiati sui loro piedistalli di calcare decorati da uno scudo circolare sormontato da un nastro.